# Das Boot ist voll
Das Boot ist voll (bra: O Barco Está Cheio; prt: A Barca Está Cheia) é um filme de drama suíço de 1981 dirigido e escrito por Markus Imhoof. Foi indicado ao Oscar de melhor filme estrangeiro na edição de 1982, representando a Suíça.

## Elenco
- Tina Engel - Judith Krueger
- Hans Diehl - Hannes Krueger
- Martin Walz - Olaf Landau
- Curt Bois - Lazar Ostrowskij
- Ilse Bahrs - Ostrowskij
- Gerd David - Karl Schneider
- Renate Steiger - Anna Flueckiger
- Mathias Gnädinger - Franz Flueckiger
- Michael Gempart - Landjäger Bigler
- Klaus Steiger - Hochdorfer
- Alice Bruengger - Hochdorfer
- Otto Dornbierer - Otti
- Monika Koch - Rosemarie
- Ernst Stiefel - Dr. Baertschi
- Johannes Peyer - caminhoneiro
- Gertrud Demenga - mulher